# Vulcan (miasto w Rumunii)
Vulcan (węg. Vulkány) – miasto w Rumunii, w okręgu Hunedoara, w Siedmiogrodzie; 32 tys. mieszkańców (2006).

## Zróżnicowanie demograficzne
| Narodowość | Liczba |
| ---------- | ------ |
| Rumuni     | 90%    |
| Węgrzy     | 7%     |
| Romowie    | 1%     |
| Niemcy     | 0,2%   |
| Inni       | 1,8%   |